# Doug Lishman
Douglas John „Doug“ Lishman (* 14. September 1923 in Birmingham; † 21. Dezember 1994 in Stoke-on-Trent) war ein englischer Fußballspieler. Er war zum Ende der 1940er bis zur Mitte der 1950er Jahre erfolgreicher Mittel- und Halbstürmer des FC Arsenal und gewann mit dem Verein im Jahr 1950 den FA Cup und drei Jahre später die englische Meisterschaft.

## Leben und Karriere
Lishman begann seine Karriere beim Amateurklub Paget Rangers aus Birmingham. Nach dem Zweiten Weltkrieg wechselte er zum FC Walsall, der in der drittklassigen Third Division South aktiv war. Nach 26 Toren in 59 Ligapartien ging er im Sommer 1948 für 10.500 £ zum FC Arsenal und diente dort zunächst primär als Ersatz für den verletzungsanfälligen Reg Lewis.
Er debütierte am 4. September 1948 gegen Sheffield United und erzielte vielversprechende 13 Tore in 25 Einsätzen. Die beiden anschließenden Spielzeiten bis 1951 waren hingegen von Verletzungen geprägt und auch beim siegreichen FA-Cup-Endspiel im Jahr 1950 wurden ihm Reg Lewis und Peter Goring vorgezogen – ein weiteres Problem war sein Beinbruch im Dezember 1950 gegen Stoke City, als er gerade auf dem Weg zum Stammspieler war. Dennoch war er in der Spielzeit 1950/51 bester Torschütze seines Vereins und in der Saison 1951/52 gelang ihm mit 30 Treffern endgültig der Durchbruch. Im FA-Cup-Finale 1952 gegen Newcastle United traf er unglücklich nur die Latte und unterlag mit seiner Mannschaft mit 0:1.
Schnell wurde Lishman aber entschädigt, als er 1953 aufgrund des besseren Torquotienten gegenüber Preston North End die englische Meisterschaft gewann und erneut Toptorjäger war. Die Leistungen brachten ihm zudem im März 1953 ein Länderspiel für die englische B-Nationalmannschaft gegen das schottische Pendant ein; ein Einsatz für die A-Mannschaft sollte ihm in seiner Karriere nicht vergönnt sein. Auch in den beiden anschließenden Jahren war Lishman bester Arsenal-Torschütze, bevor er in der Saison 1955/56 von den jüngeren Derek Tapscott und David Herd aus der Mannschaft verdrängt wurde.
Lishman wurde 1956 vom FC Arsenal an Nottingham Forest verkauft. Mit Forest stieg er auf und nach dem Titel in der zweiten Liga beendete er seine aktive Laufbahn. Nach seinem Karriereende arbeitete er bei einem englischen Pharmazeutikaunternehmen und lebte bis zu seinem Tod im Jahr 1994 in Stoke-on-Trent.

## Erfolge
- Englische Meisterschaft: 1953
- Englischer Pokal: 1950